# 終活
終活（しゅうかつ）は、「人生の終わりのための活動」の略称。人間が自らの死を意識して、人生の最期を迎えるための様々な準備や、そこに向けた人生の総括を意味する言葉や行動を指す。

## 沿革

### 始まりと言葉の流行
「終活」の語は『週刊朝日』から生み出された言葉とされ、同誌副編集長の佐々木広人が生みの親とされる。
2009年（平成21年）8月から12月にかけ、『週刊朝日』で「現代終活事情」という終活に関する連載が行われたのが最初である。それ以降、「終活本」などと呼ばれる、これに関する書籍が相次いで刊行される一方、世間にもこの言葉が広まり、翌2010年には新語・流行語大賞にノミネート、2012年の新語・流行語大賞でトップテンに選出された。
2011年にはエンディングノートを題材とした「エンディングノート (映画)」（砂田麻美監督）が公開。日本製ドキュメンタリー映画としては興行収入1億円を達成。翌2012年にはテレビドラマ『家族、貸します 〜ファミリー・コンプレックス〜』が、日本テレビ系列で放映された。2014年にはマンガ『月刊すてきな終活』（小坂俊史画）が連載されるなど、終活を題材とした作品が作られるようになった。

### 団体・専門誌・資格の創設
2011年には、武藤頼胡によって「終活カウンセラー協会」が設立され、以降、終活協議会、終活ジャパン協会などの団体が、終活カウンセラーや終活アドバイザー、終活ガイド、シニアライフカウンセラー、遺言相続コンサルタント、相続アドバイザー、相続ファシリテーター、相続相談士などの民間資格が乱立していった。
翌2012年には、北海道に終活支援団体「エンディング総合支援サポートの会」（のち、一般社団法人「終活ジャパン協会」として法人化）が設立、翌2013年には、産経新聞出版より日本初の終活専門誌『終活読本ソナエ』が刊行、翌2014年にかけ『文藝春秋』や『中央公論』、『週刊東洋経済』でも、終活に関する特集が組まれた。2022年には『終活読本ソナエ』の休刊と呼応するかのように、葬祭業専門誌であった『仏事』（鎌倉新書刊行）が『月刊終活』とリニューアルした。

### ライフ・エンディング産業の出現
それまでの葬祭業、石材業、介護業界のほか、信託銀行や身元保証会社なども相次いで参入し、いわゆる「終活市場」（ライフ・エンディング産業）が出現、2011年には経済産業省商務情報政策局サービス政策課サービス産業室は「安心と信頼のある『ライフエンディング・ステージ』の創出に向けた普及啓発に関する研究会報告書」を公表、葬儀・お墓・介護・終末期医療・財産整理・相続・遺言など終活にまつわる業界報告を行った。矢野経済研究所によれば終活市場は2025年には約5兆円規模になるとの予想している。
2015年12月からは「エンディング産業展」が毎年、東京で開催されている。

### 自治体の関与とトラブルの増加
このような終活業界が活性化した結果、迷う当事者が多く現れたため、地方自治体や社会福祉協議会、地域包括支援センターが、エンディングノートを配布したり、講座を開いたりしているほか、神奈川県横須賀市では、身寄りがいない又は少ない市民から、遺言の保管場所や墓の所在などについて生前に知らせてもらい、没後に対応する「終活情報登録伝達事業」（通称・わたしの終活登録）を行っている。
こうした情報過多で戸惑う当事者に対し、財産を騙し取る悪徳業者も現れ始めた。死後事務委任契約や身元保証を迫る身元保証業者、「家族葬18万円」と広告を打って実際には遺族に250万円請求する葬祭業者、「子どもに迷惑をかけさせたくない」「高額な離檀料を支払わなければならない」と墓じまいをそそのかし、自社（提携）の納骨堂や樹木葬、海洋散骨に誘導する業者、終活コメンテーター、終活研究者、「自宅を売却しても賃貸で死ぬまで住める」と嘘をつく金融・不動産業者、自身が提携する葬祭業者に誘導するケアマネージャー、介護事業者、故郷の実家を「負動産」とラベリングして不安を煽り自身に財産を遺贈させるように唆す司法書士法人、行政書士法人、NPO法人などが出現、担当司法書士が懲戒処分を受けたり、国民生活センターが注意喚起を行っている。
財産を信託した団体が破産したりするなどの事例も発生している。

## 背景
終活が流行している背景には、医療の発達による高齢化、学費の高負担化に伴う少子化や都会進出に伴う地方の過疎化、核家族化、女性の地位向上に伴う個人主義の増長などが挙げられる。

## 準備
自身が元気なうちに、体力の低下や寝たきり、認知症になる前に、今後の人生をシミュレーションして、遺族の負担を軽減させるために、自身の介護や死後の在り方についてエンディングノートに記載する。

## 内容
1.公的年金、自立支援医療 (精神通院医療)、確定申告、源泉徴収、生命保険等私的年金について知る。
2. 家計簿を付けて収入や住宅ローンを把握して財産や納税を管理。老後資金（定年後の支出）等をシミュレーションする。
財産管理については、家族信託制度もある。
1.2.に並行して生前整理（下記参照）を行う人もいる。
- 生前整理 － 自身が元気に生きて動けられる間に行う、身の回りの物品の整理（断捨離とも）と付き合い整理（年賀じまい）。
  - 物品整理 － 遺品が多い場合、子どもや大家、成年後見人など関係者の負担が大きく、場合によっては遺品整理業者に依頼しなければならないケースがあるため、生前にある程度物品を整理しておく[22]。
  - デジタル遺品 － PCやスマホの中身、SNS、ネット上のアカウント、パスワード、オンラインバンキング、暗号資産など前もって整理しておき、 ログインIDやパスワード等の情報を遺族に残しておくことも必要[23]。。
  - 付き合い整理 － 人によっては、年賀状を「今年が最後」として生前にしまうケースも[24]。

3.公正証書、死後事務委任契約について知る。
自身が決めた内容について、その内容を確実に実行してもらうために、遺言書を公正証書で用意したり、司法書士や弁護士、地域包括支援センター等と成年後見契約、死後事務委任契約等を結んでおく必要がある。
4.葬儀・お墓・埋葬等について知り、決めておく。
葬儀には一般葬（親族・親戚のみならず勤務先や近所の人も招く、葬祭会館で通夜式・葬儀式・告別式を2日で行う形式の葬儀）、家族葬（親族・親戚のみ）のほか、近年は生前葬などもある。直葬・火葬式は、宗派・宗教によっては葬儀として認められないため、納骨の直前に葬儀をやり直すなど、遺族が二度手間になるケースがあるため、事前に菩提寺や神社との確認が必要である。
お墓については、現在、自身や自身の家族が契約しているお墓が、自身が最後の管理者（墓地利用契約者）ある場合、合葬墓や納骨堂への事前の改葬（墓じまい）が必要となる。
自身の遺骨については、自身が最後の1人である場合、事前に葬儀社や成年後見人と納骨の代理契約を結ぶ必要がある。葬儀は自分で行うことができないので、甥姪や友人、成年後見人など、事前に任せられる関係を築いておくことが大切であると指摘する声もある。

## 副次的効果
終活を通じてよりよい人生を生きるという「サクセスフル・エイジング」（加齢による心身の機能低下を最小限に抑え、健康で充実した老後を送ることを目指す概念）・「プロダクティブ・エイジング」（高齢になっても社会とのつながりを持ち、役割や活動を継続することで、社会に貢献していくことを重視する概念）につながっていっているとの指摘もある。

## 批判
なお、終活について、養老孟司氏やひろさちや氏は、死後のことはどうにもならないから、終活は不要として批判している。
また、葬祭Youtuberの佐藤信顕は、「「終活」っていう人は全員ビジネス目的。試しに、お金儲からなくてもその支援やりますか？　って聞いてみて。いませんからそんな奴。高齢化社会で他人の財産が金になると思ってやっている」と、批判している。

## 関連作品

### ドラマおよびドラマ化された作品
- ひとりでしにたい（2025年夏、NHK総合） - 原作は2019年よりモーニング・ツー→コミックDAYS連載の同名の漫画